# Doddanatha, Chintamani
Doddanatha là một làng thuộc tehsil Chintamani, huyện Kolar, bang Karnataka, Ấn Độ.